# 艾恩費爾德湖

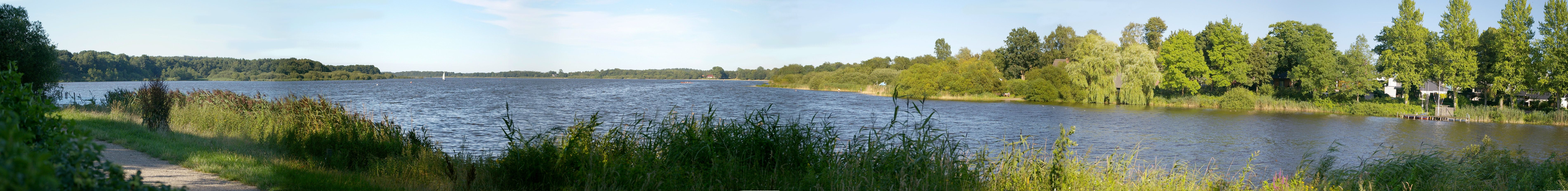

54°8′29″N 10°0′4″E / 54.14139°N 10.00111°E
艾恩費爾德湖（德語：Einfelder See），是德國的湖泊，位於該國北部石勒蘇益格-荷爾斯泰因州，由倫茨堡-埃肯弗德縣負責管轄，長3公里、寬0.7公里，面積1.7平方公里，海拔高度27米，平均水深4米，最大水深8米，水體容量626萬立方米，湖岸線長度9.2公里。